# Morinda badia
Morinda badia är en måreväxtart som beskrevs av Y.Z.Ruan. Morinda badia ingår i släktet Morinda och familjen måreväxter. Inga underarter finns listade i Catalogue of Life.